# یوتاکا فوجیموتو
یوتاکا فوجیموتو (انگلیسی: Yutaka Fujimoto; ۲۱ دسامبر ۱۹۵۰ – ۳۱ اکتبر ۲۰۰۱) بازیکن بسکتبال اهل ژاپن بود.